# Parafia św. Teresy od Dzieciątka Jezus w Mrozach
Parafia Świętej Teresy od Dzieciątka Jezus w Mrozach – parafia rzymskokatolicka należąca do dekanatu mińskiego - Narodzenia NMP, diecezji warszawsko-praskiej, metropolii warszawskiej Kościoła katolickiego. 

## Zasięg parafii
Do parafii należą wierni z następujących miejscowości: Grodzisk, Kruki, Mrozy, Wola Paprotnia, Wola Rafałowska

## Historia
Pierwszy plan budowy kościoła w Mrozach powstał w 1912 roku – uzyskano zgodę władz rosyjskich, powstał komitet mieszkańców. Wybuchła I wojna światowa i plany porzucono. Do projektu powrócono w 1928 roku, gdy komitet zebrał fundusze oraz otrzymał działki pod budowę kościoła, plebanii i zabudowy gospodarczej. Budowę drewnianej świątyni ukończono w 1930. Parafię erygował kardynał Aleksander Kakowski 1 kwietnia 1931 roku z części parafii Kałuszyn i Kuflew. W 1951 roku kościół i plebanię zelektryfikowano. Od 1980 roku w parafii pracuje dwóch księży - proboszcz i wikariusz. Parafię prowadzą księża diecezjalni. W latach 1952–2011 przy parafii pracowały ss. Elżbietanki. 

### Kościół parafialny
Kościół św. Teresy od Dzieciątka Jezus w Mrozach
Obecny murowany kościół, projektu architekta Michała Sandowicza, powstał na miejscu poprzedniego, który spłonął 26 sierpnia 1979. Odbudowę kościoła zainaugurowano w 1981 roku, gdy proboszczem parafii był ks. Tadeusz Tartas. Świątynię konsekrował biskup Kazimierz Romaniuk 17 października 1993.